# Fries hoen

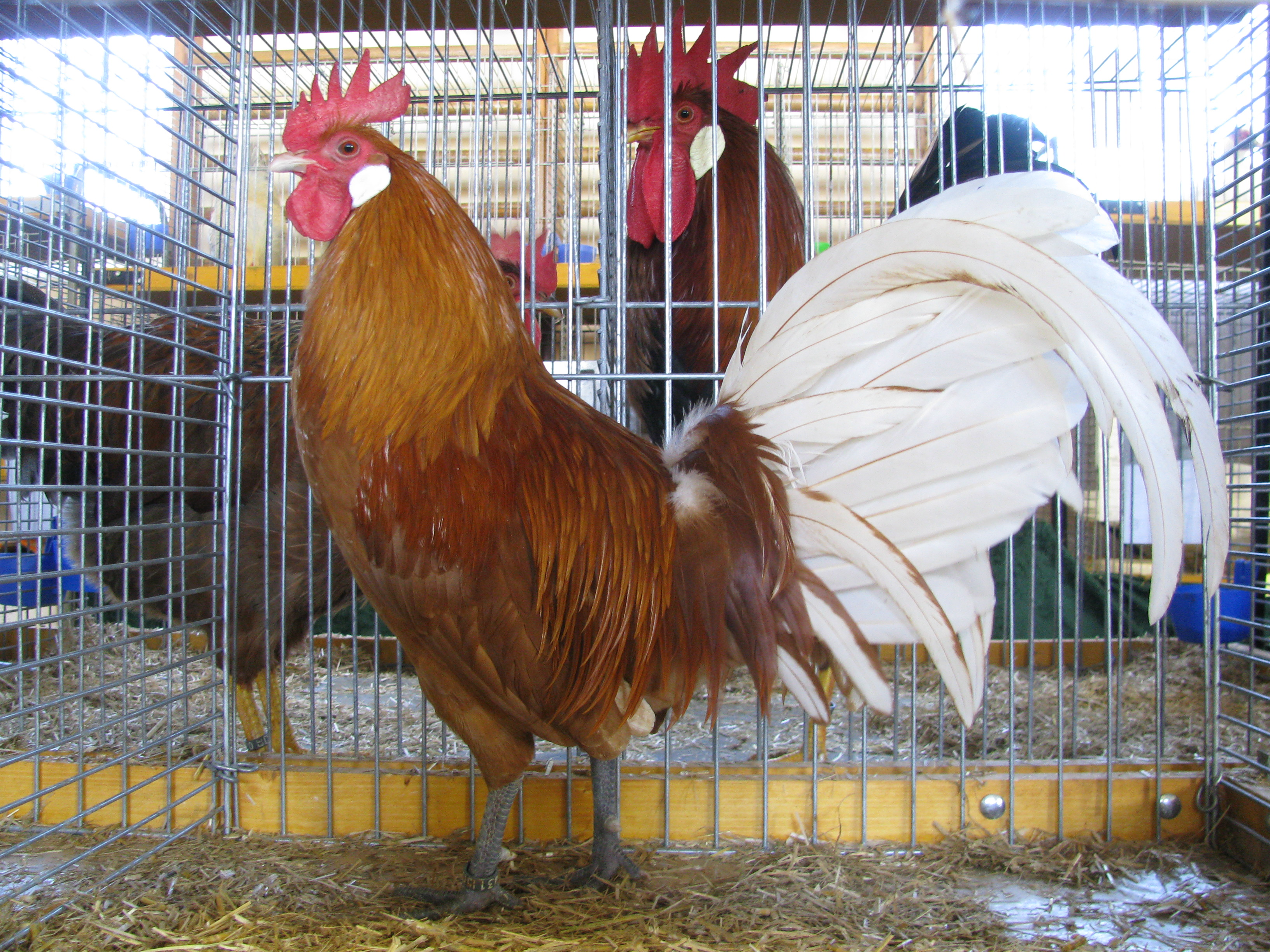
Geelwitgepelde haan

Het Friese hoen is een kippenras dat zijn oorsprong vindt in Friesland in Nederland. Het is een zogenoemd pelhoen.

## Kenmerken
Het Friese Hoen is een lichtgebouwd hoen: het gewicht van de haan kan variëren tussen 1400 en 1600 gram, een hen is gemiddeld 200 gram lichter. Het Friese Hoen heeft een tamelijk hoog gedragen borst, iets naar achteren aflopende lichaamshouding en een vrij hoge staartdracht, waardoor ze een volkomen eigen landhoenkarakter vertonen. De veren tonen de karakteristieke peltekening. De hennen leggen ongeveer 160-170 eieren per jaar die zo'n 52 gram per stuk wegen. Het Friese Hoen heeft een schrikachtig karakter. Het Friese hoen komt voor in twaalf kleurslagen: goudpel, zilverpel, citroenpel, roodpel, roodbont, geelwitpel, blauw, zwart, zwartbont, wit, koekoek en zandgeel.

## Krielvariant
Er bestaat een krielvariant van het ras. De elf erkende kleurslagen zijn goudpel, zilverpel, citroenpel, roodpel, roodbont, geelwitpel, blauw, zwart, zwartbont, wit en koekoek.

## Weiten
Bij Friese hoenders heeft de peltekening vanwege de ovale stippen wat weg van een korenaar en dit is dan ook de reden dat in het Fries over weiten (Fries voor tarwe) gesproken wordt: Gielweiten, wytweiten, reaweiten, sitroenweiten, gielwytweiten en reabûnt.

## Speciaalclubs
De fokkers van het ras zijn sinds 1922 in de Friese Hoender Club of (Fries) Fryske Hinne Klup georganiseerd. In Duitsland bestaat een zustervereniging, de Sonderverein der Friesenhühner und Zwergfriesenhühner.